# 马库尔迪

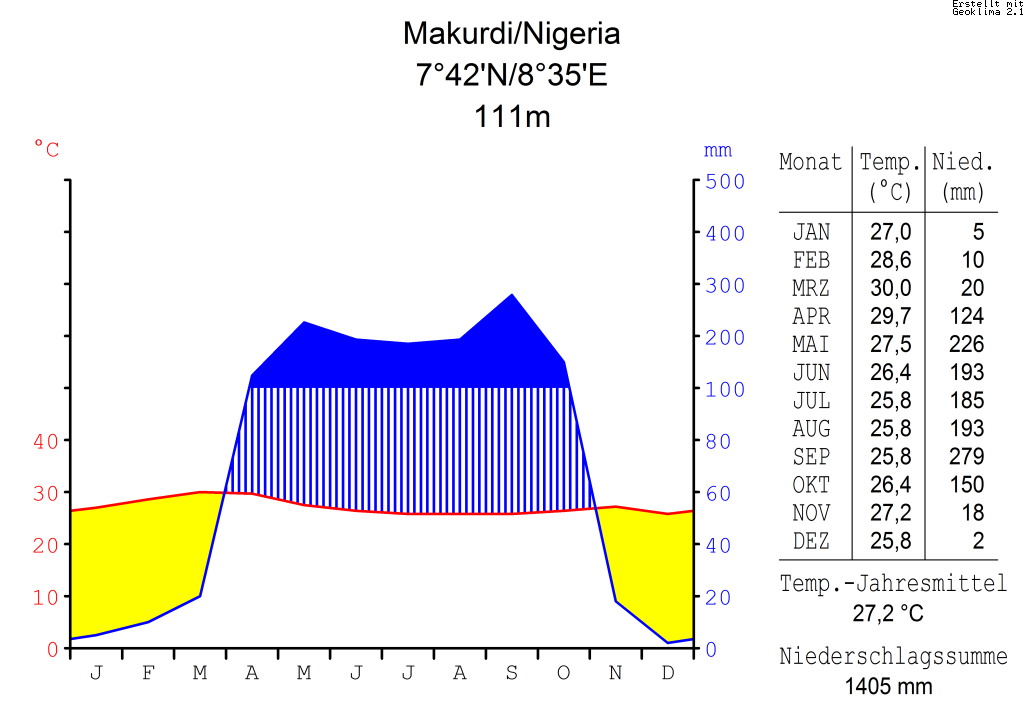
马库尔迪气候图

马库尔迪（Makurdi）是尼日利亚贝努埃州的首府。2007年时人口数为500,797人。马库尔迪有一座贝努埃州立大学和一座联邦农业大学以及一座军用机场。

## 地理
马库尔迪位于貝努埃河的两岸，平均高度为104米，阿布贾东南亚约100千米。从马库尔迪通往阿布贾的公路通过拉菲亚，全长323千米。市内1932年建造的跨越贝努埃河的铁路桥是尼日利亚东北部与海岸线的连接点。1978年市内又建造了一座桥。此外从哈科特港通往约拉的输油管通过马库尔迪。

## 历史
马库尔迪是1920年代里建立的。1927年它成为贝努埃河畔十个州的首府，1976年2月3日成为贝努埃州首府。
2000年12月马库尔迪市内三名警察枪杀了两名非法组织成员结果被判死刑。2002年4月发现从1970年代开始有人在一座教堂边存放火箭和榴弹发射器。